# Blue Rev
Blue Rev è il terzo album in studio del gruppo musicale canadese Alvvays, pubblicato nel 2022.

## Tracce
1. Pharmacist – 2:04
2. Easy on Your Own? – 2:54
3. After the Earthquake – 3:05
4. Tom Verlaine – 3:26
5. Pressed – 2:09
6. Many Mirrors – 2:58
7. Very Online Guy – 2:22
8. Velveteen – 3:09
9. Tile by Tile – 2:58
10. Pomeranian Spinster – 3:24
11. Belinda Says – 2:45
12. Bored in Bristol – 3:00
13. Lottery Noises – 3:18
14. Fourth Figure – 1:20

## Formazione
Alvvays
- Molly Rankin – voce, chitarra
- Alec O'Hanley – chitarra, tastiera, basso
- Kerri MacLellen – tastiera, voce
- Sheridan Riley – batteria
- Abbey Blackwell – basso

Altri musicisti
- Chris Dadge – batteria
- Moshe Fisher-Rozenberg – batteria
- Drew Jurecka – violoncello, viola
- Joseph Shabason – flauto, sassofono baritono
- Phil Hartunian – chitarra

## Classifiche
| Classifica (2022) | Posizione raggiunta |
| ----------------- | ------------------- |
| Regno Unito       | 27                  |
| Stati Uniti       | 61                  |